# Ugo Farell
Ugo Farell (12 maart 1974) is een Franse zanger die zich zowel in het moderne als het klassieke genre beweegt.

## Zang
Farell is van Spaanse en Egyptische afkomst. Hij groeide grotendeels op in Frankrijk. In 1997 werd hij ontdekt door de producer Alain Liberty. Hij zou niet alleen zijn opgevallen door zijn opvallend hoge stem maar ook door zijn uiterlijk.
Zijn eerste album genaamd "Preces Meae" (letterlijk 'Mijn Gebeden'), wordt gezongen in het Latijn, Frans en Engels,  zodat Farell op diverse niveaus in de wereld zou kunnen overkomen.
Farell heeft veel buitenlandse concerten gegeven, onder andere in Frankrijk, Nederland (Haarlem), Spanje, België en de Verenigde Staten.

## Stem
Farell heeft een opvallend hoge stem, waardoor sommigen denken dat hij een castraat is. Hijzelf noemt zich een mannensopraan, een man met het stemgeluid van een sopraan. Mannelijke sopranen komen erg weinig voor, daar de meeste mannen met een hoge zangstem countertenoren of alten zijn.

## Wie is de Mol
Van het album "Preces Meae" is nummer 12, "Oratio", voor een deel (0:56-1:37 minuten) gebruikt voor de begintune van het AVROTROS-programma Wie is de Mol?. 